# Alt-St. Cyriak (Straßdorf)

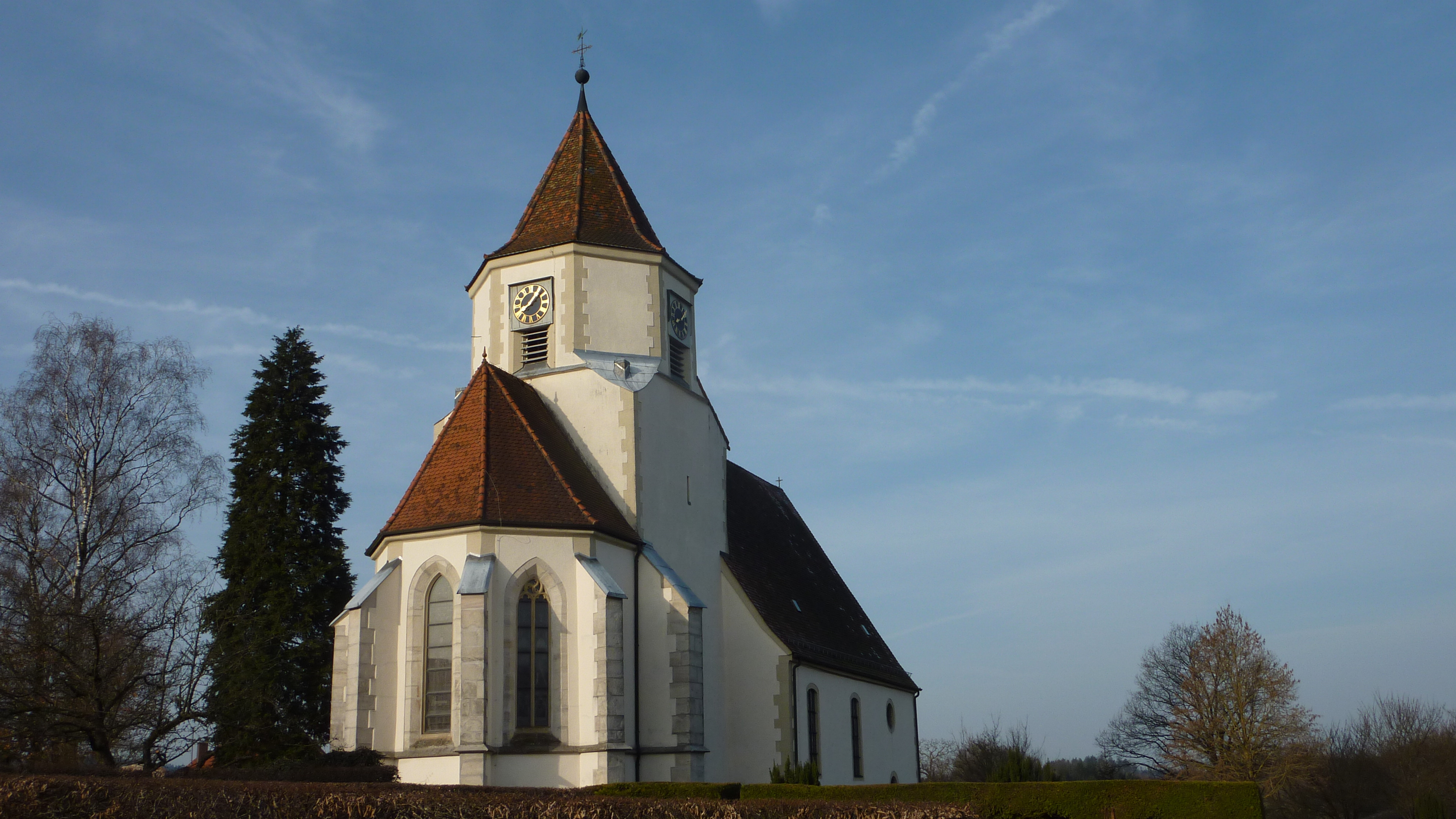
Friedhofskirche St. Cyriak

Alt-St. Cyriak (auch St. Cyriakus) ist eine gotische Friedhofs- und ehemalige katholische Pfarrkirche im Schwäbisch Gmünder Stadtteil Straßdorf. Sie ist dem heiligen Cyriak geweiht.

## Geschichte

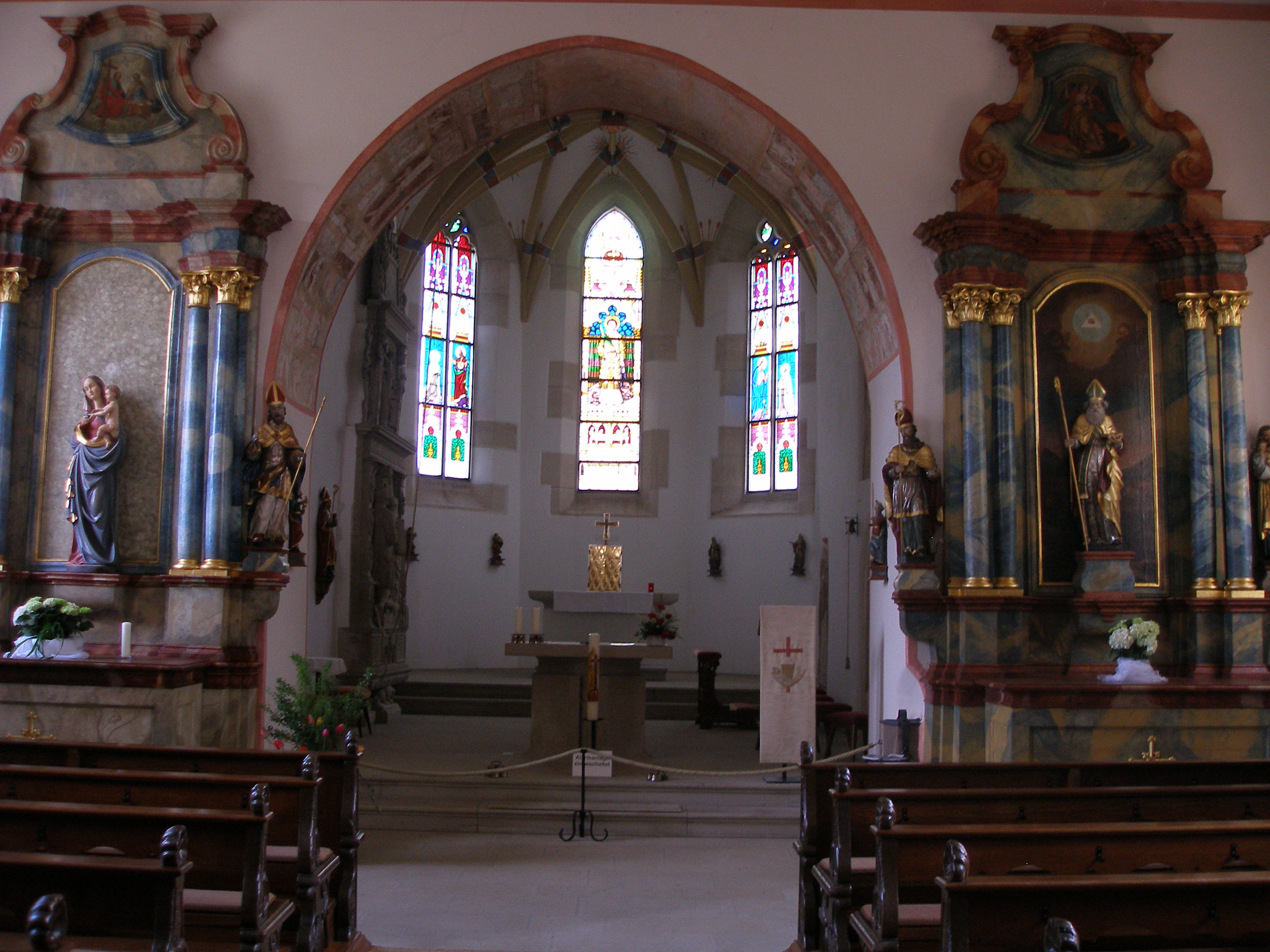
Altarraum

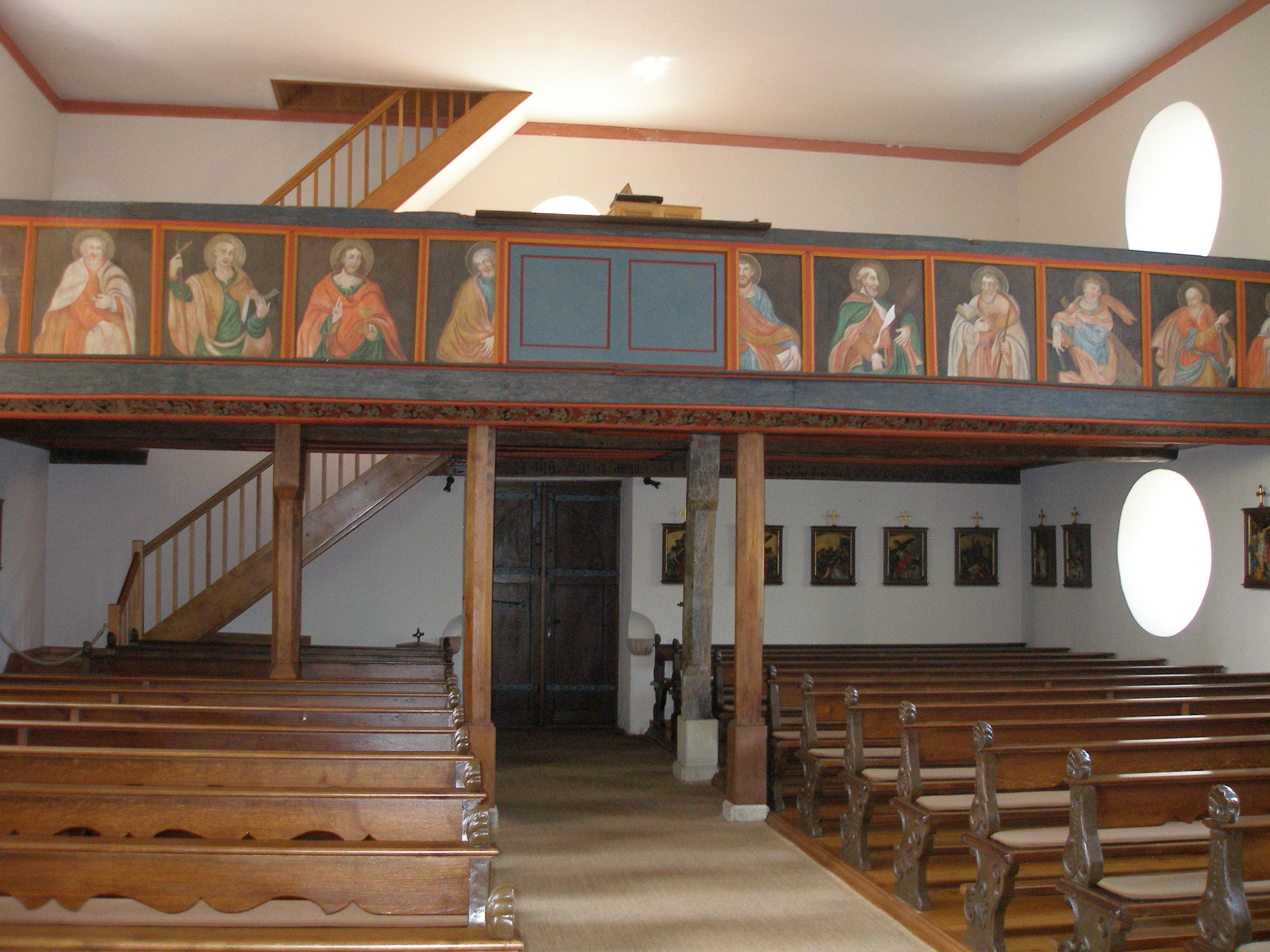
Empore

Die erste bekannte Erwähnung der Pfarrei ist ein Lorcher Schlichtungsbrief von 1269. Die ältesten Bauteile der bestehenden Kirche werden auf 1283/84 datiert und befinden sich am Chorturm. Nach dem Brand des Pfarrhauses und der Kirche 1477, wurde rasch mit einem Wiederaufbau begonnen. Das Westportal ist auf 1478 datiert. Die Inschrift von 1486 markiert vermutlich das Ende der Auf- und Umbaumaßnahmen. Der Chor und die Sakristei entstanden 1514/15. Eine Glocke wurde um 1600 von Christoph Rosenhart, einem Glockengießer aus Nürnberg, gegossen. 1733 bis 1736 wurden die Mauern des Turmes verstärkt und die Langhausdecke umgestaltet.

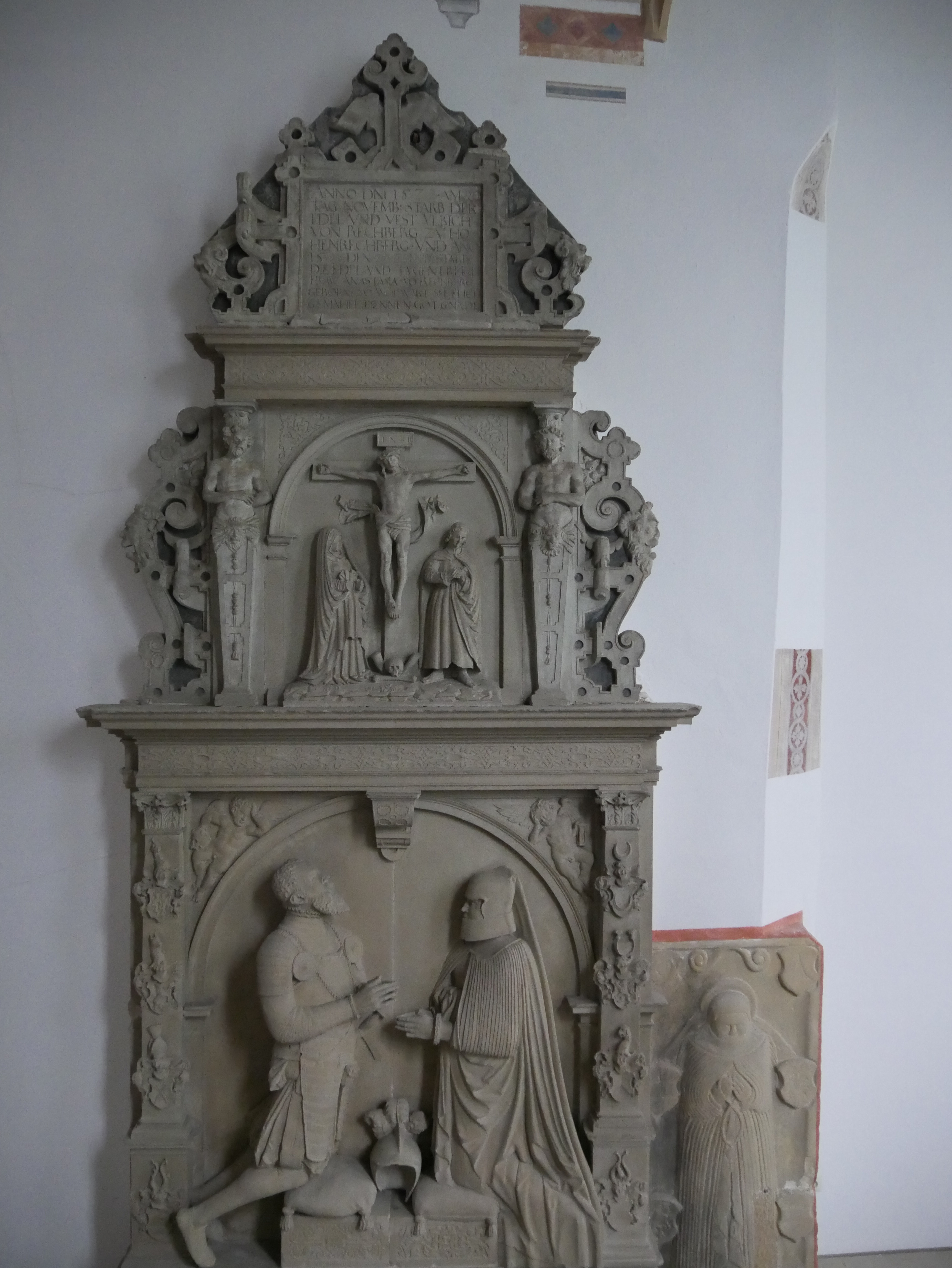
Epitaph Ulrich von Rechberg und seiner Frau Anastasia, geb. von Woellwarth.

Im Chorraum finden sich mehrere Epitaphe der Familien von Rechberg und von Woellwarth. Das mit fast sechs Metern größte Epitaph ist Ulrich von Rechberg zu Hohenrechberg († 20. November 1572) und seiner Frau Anastasia, geb. von Woellwarth († 23. Februar 1596), gewidmet.
1851 wurde der Boden im Chor ausgewechselt sowie der Turm und das Dach renoviert, 1864 dann die Kirche komplett restauriert. 1877 bis 1879 kam es zu einer weiteren Restaurierung, bei der unter anderem das Rippengewölbe ergänzt, die Fenster ausgewechselt und die Bemalung des Chors mit Chorbogen vorgenommen wurde. Bei einer Renovierung des Innenraumes 1901 wurden gotische Bemalungen entdeckt, 1903 wurde das vorher zugemauerte Chormittelfenster wieder geöffnet, wobei der Aufsatz des Hochaltars mit einem Gemälde des Heiligen Cyriak entfernt wurde. Dieses Gemälde gilt heute (2003) als verschollen.
Ab der Jahrhundertwende 19./20. Jahrhundert wurden Pläne zur Erweiterung der Kirche gehegt, unter anderem beteiligten sich die Architekten Hans Herkommer und Hugo Schlösser. Im Februar 1913 fällte der Kirchenstiftungsrat den Entschluss, die Kirche zugunsten eines Neubaus abzubrechen. Noch im selben Monat legten das Landeskonservatorium und der Landesausschuss für Natur- und Heimatschutz ein Gutachten vor, das die Kirche als ein Musterbeispiel für eine schwäbische Dorfkirche und erhaltenswert einstufte. Ein Kirchenneubau Neu-St. Cyriak wurde dann am Bahnhof in Straßdorf vorgenommen.
1954/55 wurde zunächst das Fundament der Kirche gestärkt, 1960 dann das Kircheninnere unter Albert Hänle restauriert. 1989 bis 1992 erfolgte die letzte Komplettrenovierung.